# Provincia di Roma
La provincia di Roma è stata una provincia italiana, la più popolosa del Paese.
Situata nel Lazio, il capoluogo era Roma. Dal 1º gennaio 2015 le è succeduta la città metropolitana di Roma Capitale, la quale ha quindi competenza sul territorio dell'ex provincia, composta di 121 comuni.

## Geografia fisica

### Territorio
La provincia di Roma con i suoi oltre 5000 km², copriva quasi un terzo del territorio del Lazio. Occupava la zona pianeggiante dell'Agro Romano e della Valle del Tevere e dell'Aniene fino ai monti Sabini, Monti Lucretili, Monti Ruffi, Monti Affilani e Monti Simbruini a cui si aggiungono le zone dei Monti della Tolfa e dei Monti Sabatini a nord-ovest, la zona dei monti Tiburtini, Monti Prenestini, la zona dei Colli Albani e delle propaggini settentrionali dei monti Lepini e l'alta valle del Sacco a sud-est. Il limite ovest della provincia era rappresentato dal Mar Tirreno su cui si sviluppava per circa 130 km il Litorale Romano da Civitavecchia a Torre Astura.
Quasi un quarto (1287 km²) della sua superficie rientrava nel comune di Roma. I confini amministrativi della provincia soppressa corrispondevano a quelli della attuale città metropolitana, a nord con la provincia di Viterbo, a nord-est con la provincia di Rieti, ad est con la provincia dell'Aquila e la provincia di Frosinone, a sud-est con la provincia di Latina e ad ovest e a sud con il mar Tirreno.

## Storia

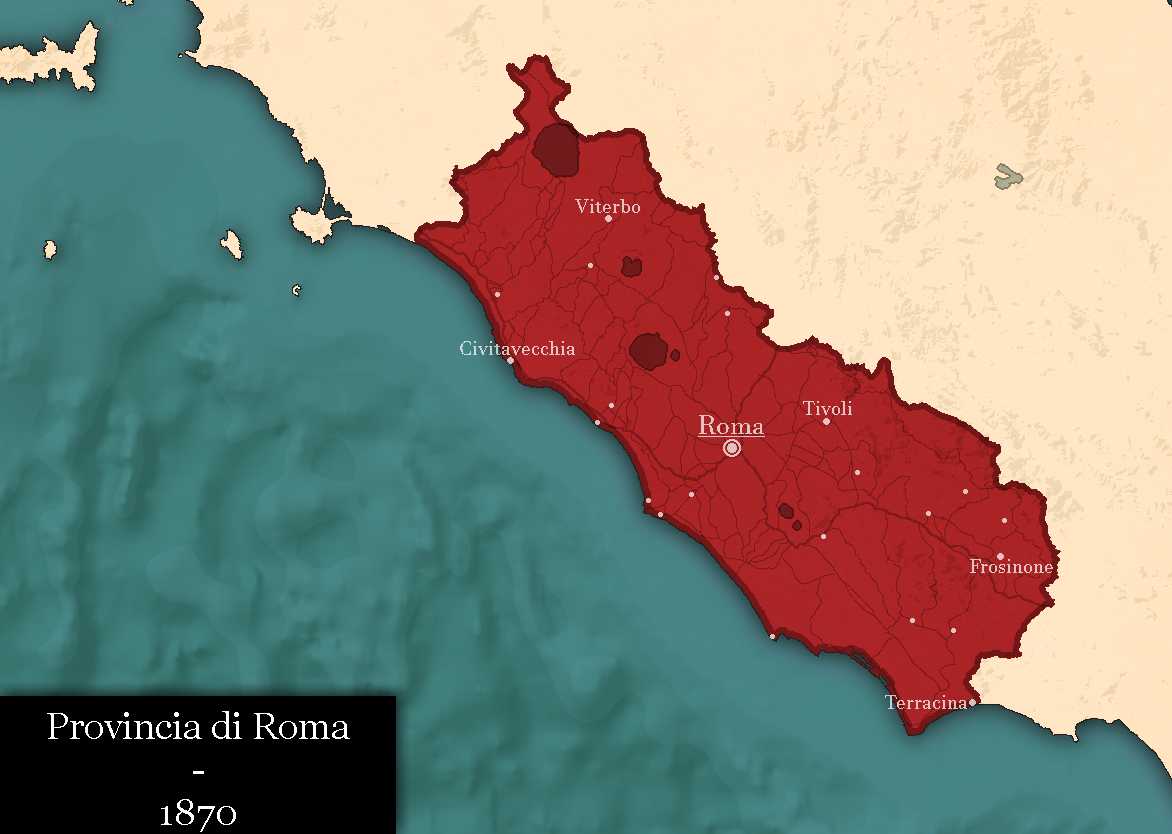
La provincia dal 1870 al 1923

La provincia di Roma fu istituita nel 1870 in seguito alla conquista dello Stato Pontificio da parte del Regno d'Italia. Inizialmente era suddivisa nei cinque circondari di Roma, di Civitavecchia, di Frosinone, di Velletri e di Viterbo, corrispondenti alle vecchie delegazioni pontificie. Le prime elezioni provinciali si tennero il 13 novembre.
Nel 1923 venne aggregato alla provincia di Roma il circondario di Rieti, già appartenente alla provincia di Perugia.
Nel 1927 il territorio provinciale venne fortemente ridotto per l'istituzione delle nuove provincie di Frosinone, di Rieti e di Viterbo; dopo pochi mesi i comuni di Amaseno, Castro dei Volsci e Vallecorsa furono ceduti alla provincia di Frosinone, e il comune di Monte Romano alla provincia di Viterbo.
Nel 1934 il territorio provinciale fu ulteriormente ridotto per l'istituzione della nuova Provincia di Littoria (attuale Latina).

## Geografia antropica

### Comuni

Gonfalone della Provincia di Roma

Appartenevano alla provincia di Roma i seguenti 121 comuni:
- Affile
- Agosta
- Albano Laziale
- Allumiere
- Anguillara Sabazia
- Anticoli Corrado
- Anzio
- Arcinazzo Romano
- Ardea
- Ariccia
- Arsoli
- Artena
- Bellegra
- Bracciano
- Camerata Nuova
- Campagnano di Roma
- Canale Monterano
- Canterano
- Capena
- Capranica Prenestina
- Carpineto Romano
- Casape
- Castel Gandolfo
- Castel Madama
- Castel San Pietro Romano
- Castelnuovo di Porto
- Cave
- Cerreto Laziale
- Cervara di Roma
- Cerveteri
- Ciampino
- Ciciliano
- Cineto Romano
- Civitavecchia
- Civitella San Paolo
- Colleferro
- Colonna
- Fiano Romano
- Filacciano
- Fiumicino
- Fonte Nuova
- Formello
- Frascati
- Gallicano nel Lazio
- Gavignano
- Genazzano
- Genzano di Roma
- Gerano
- Gorga
- Grottaferrata
- Guidonia Montecelio
- Jenne
- Labico
- Ladispoli
- Lanuvio
- Lariano
- Licenza
- Magliano Romano
- Mandela
- Manziana
- Marano Equo
- Marcellina
- Marino
- Mazzano Romano
- Mentana
- Monte Compatri
- Monte Porzio Catone
- Monteflavio
- Montelanico
- Montelibretti
- Monterotondo
- Montorio Romano
- Moricone
- Morlupo
- Nazzano
- Nemi
- Nerola
- Nettuno
- Olevano Romano
- Palestrina
- Palombara Sabina
- Percile
- Pisoniano
- Poli
- Pomezia
- Ponzano Romano
- Riano
- Rignano Flaminio
- Riofreddo
- Rocca Canterano
- Rocca Priora
- Rocca Santo Stefano
- Rocca di Cave
- Rocca di Papa
- Roccagiovine
- Roiate
- Roma
- Roviano
- Sacrofano
- Sambuci
- San Cesareo
- San Gregorio da Sassola
- San Polo dei Cavalieri
- San Vito Romano
- Sant'Angelo Romano
- Sant'Oreste
- Santa Marinella
- Saracinesco
- Segni
- Subiaco
- Tivoli
- Tolfa
- Torrita Tiberina
- Trevignano Romano
- Vallepietra
- Vallinfreda
- Valmontone
- Velletri
- Vicovaro
- Vivaro Romano
- Zagarolo

### Comunità montane
Nella provincia di Roma erano presenti cinque comunità montane.
- Comunità montana Castelli Romani e Prenestini con sede a Rocca Priora
- Comunità montana Valle dell'Aniene con sede ad Agosta
- Comunità montana Monti della Tolfa con sede ad Allumiere
- Comunità montana Monti Lepini (area Romana) con sede a Segni
- Comunità montana dei Monti Sabini, Tiburtini, Cornicolani e Prenestini con sede a Tivoli